# マルキナ＝シェメイン
マルキナ＝シェメイン（バスク語: Markina-Xemein）またはマルキナ＝ヘメイン（スペイン語: Marquina-Jeméin）は、スペイン・バスク州ビスカヤ県のムニシピオ（基礎自治体）。公式名はバスク語名のMarkina-Xemein。

## 地理
バスク州ビスカヤ県の北東部にあり、東側はギプスコア県と接している。marukina/maruquinaはスペイン語で「跡」を意味するmarcaに由来しており、ビスカヤ人とギプスコア人が頻繁に戦った場所を意味している。自治体の中心部は平坦であるが、標高400-700mの丘陵や山地に囲まれている。南西には標高1026mのオイス山がある。自治体域を南西から北東の方向にアルティバイ川が流れており、自治体中心部ではウルコ川を集める。
ビスケー湾から10km内陸にあり、年間を通じて温暖な気候である。冬季はやや冷涼で湿度が高い傾向があるが、雪はあまり降らない。夏季は比較的暑いが、気温が摂氏35度を上回ることは稀である。一年を通じて降水量は多く、年降水量は1550mm以上に達する。

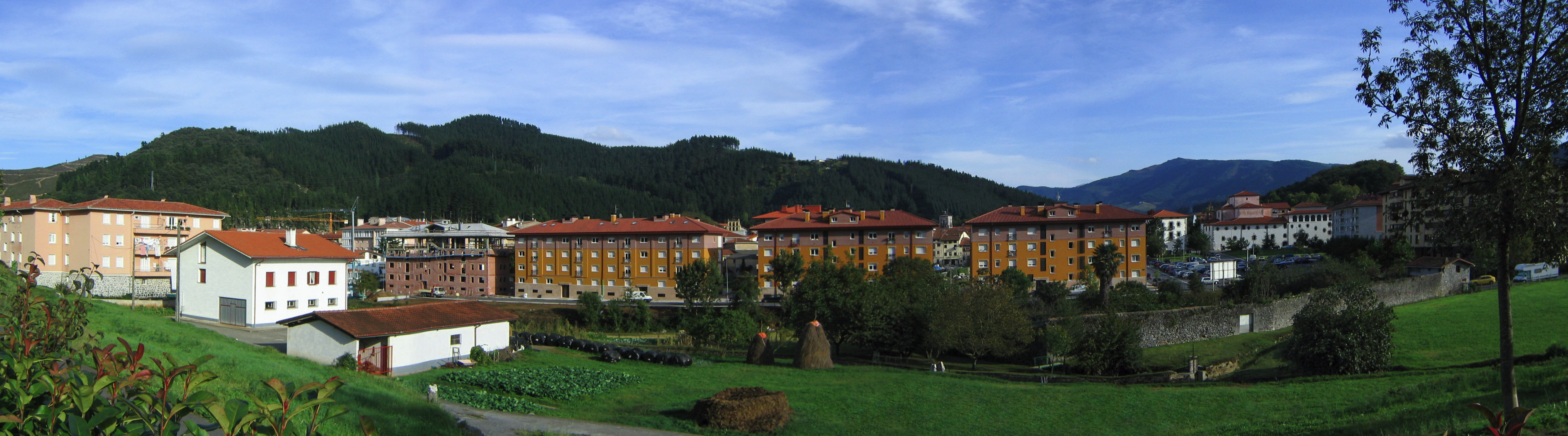
マルキナ＝シェメインの街並み

## 歴史
1355年5月6日、ビスカヤ領主のテーリョ伯によってビリャビシオーサ・デ・マルキナ(Villaviciosa de Marquina)の村が設立された。テーリョ伯は地元の貴族に対して、ギプスコア貴族の攻撃からマルキナを守る許可を与えた。マルキナに独自の教区教会は設置されず、当時すでに独立した町（アンテイグレシア）だったシェメインにある既存の教会を使用する必要があった。特に中世には教会による町の庇護は両町にとって重要な点であり、地元貴族の間でいさかいも生じた。
1952年9月29日、マルキナとシェメインの両自治体は合併し、新たにマルキナ＝シェメインとなった。1969年には小規模な自治体であるシオルツァ＝ボリバルがマルキナ＝シェメインと合併した。2005年1月1日には両者が分割され、シオルツァ＝ボリバルは再び単独自治体となった。
1980年8月20日には、テロ組織バスク祖国と自由(ETA)がマルキナ＝シェメインのバルで昼食を取っていた治安警察隊員を襲撃し、4人の隊員が殺害された。1980年はバスク祖国と自由による犠牲者がもっとも多かった年であり、4人が殺害されたこの事件はこの年でもっとも犠牲者が多い事件のひとつだった。

## 経済

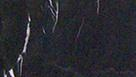
マルキナ＝シェメイン産の黒大理石

経済は第一次産業や第二次産業が主体であり、農業、牧畜業、林業、金属産業などが行われている。ネロ・マルキーナとして知られる黒大理石は地元経済に重要な役割を果たしており、その品質は国際的に高く評価されている。
守護聖人であるカルメンの聖母を称える祭礼は毎年7月中旬に開催される。10月にはこの地域の典型的な産物を紹介する見本市が開催される。
マルキナ＝シェメインは著名なバスク・ペロタ選手を何人も輩出しており、アメリカ合衆国やフィリピンのマニラに渡って活躍している選手もいる。この町にある2つの壁は偉大なペロタ選手たちがプレーを学んだことで「ペロタの大学」と呼ばれている。

## 人口
| マルキナ＝シェメインの人口推移 1910－2011               |
|                                                         |
| 出典:INE（スペイン国立統計局）1900年 - 1991年、1996年 - |

## 出身者
- ホセ・デ・アンドナエギ（スペイン語版）(1685-1761) : 政治家・軍人。
- ニコラサ・プラデラ（英語版）(1870-1959) : 女性料理人。
- ルイス・ベルナオラ（スペイン語版）(1903-1981) : 経済学者。デウスト大学学長。
- ホセ・マリーア・アリスメンディアリエタ(1915-1976) : 司祭。モンドラゴン協同組合企業の創設者。
- ホセ・マリア・アギーレ・サラベリア（スペイン語版）(1919-2009) : マウトハウゼン強制収容所の生存者。